# Pierre Etchebaster
Pierre Etchebaster (* 8. Dezember 1893 in Saint-Jean-de-Luz, Frankreich; † 24. März 1980 ebenfalls in Saint-Jean-de-Luz) war ein französischer Real-tennis-Spieler (französisch Jeu de Paume), dem Vorläufer des modernen Tennissports.

## Biographie
Etchebaster diente im Ersten Weltkrieg, wanderte dann nach New York aus und wurde als Spieler und Trainer Mitglied im „Racquet & Tennis Club on Park Avenue“. 1927 reiste er nach London und forderte den amtierenden Champion Fred Covey heraus, verlor die Begegnung aber mit fünf zu sieben Sätzen (5:7). Ein Jahr später entthronte er Covey jedoch mit 7:5 und er gewann bis 1954 weitere sieben Herausforderungen. Er beendete seine aktive Karriere 1954 im Alter von 60 Jahren als über insgesamt 26 Jahre ungeschlagener Champion. 1978 erfolgte für diese Leistung im Jeu de Paume die Aufnahme in die International Tennis Hall of Fame.